# Blue Crush
Blue Crush (En el filo de las olas en España; Olas salvajes en Hispanoamérica) es una película juvenil estadounidense basada en el artículo Life's Swell de Susan Orlean publicado en la revista Outside. La película es protagonizada por Kate Bosworth, Michelle Rodríguez, Matthew Davis, Sanoe Lake, Mika Boorem y dirigida por John Stockwell. La película cuenta la historia de tres amigas que comparten una pasión: vivir el máximo sueño de un surfista en la famosa North Shore en Hawái.

## Argumento
Anne Marie Chadwick (Kate Bosworth) vive con su hermana Penny (Mika Boorem), a quien ha criado con ayuda de sus dos amigas, Eden (Michelle Rodríguez) y Lena (Sanoe Lake), luego de que su madre las abandonara. Durante el día, Anne y sus amigas trabajan de mucamas en un hotel mientras Penny va a la escuela, pero lo más importante para ellas es surfear. En el transcurso de la película, Anne, conoce a Matt Tollman (Matthew Davis) con quien inicia una relación amorosa y debe superar sus temores de morir en la competencia de surf más difícil de Hawái.

## Elenco
| Personaje           | Actor original       | Actor de voz (Hispanoamérica) |
| ------------------- | -------------------- | ----------------------------- |
| Anne Marie Chadwick | Kate Bosworth        | Rebeca Gómez                  |
| Eden                | Michelle Rodríguez * | Claudia Motta                 |
| Lena                | Sanoe Lake           | Mayra Arellano                |
| Penny Chadwick      | Mika Boorem          | Gaby Ugarte                   |
| Matt Tollman        | Matthew Davis        | Sergio Zaldívar               |
| Drew                | Chris Taloa          | Jesús Barrero                 |
| Dana                | Sasha Jackson        | Carla Castañeda               |
| JJ                  | Ruben Tejada         | Benjamín Rivera               |

- Actores que saben hablar español pero no se doblan a sí mismos.

## Banda sonora
1. If I Could Fall In Love de Lenny Kravitz.
2. Rock Star (Jason Nevins Remix Edit) de N.E.R.D.
3. Party Hard de Beenie Man.
4. Cruel Summer (Blestenation Mix) de Blestenation.
5. Big Love de Chicken.
6. Daybreaker de Beth Orton.
7. Everybody Got Their Something de Nikka Costa.
8. Front To Back (Fatboy Slim Remix) de Playgroup.
9. And Be Loved de Damian Marley.
10. Destiny de Zero 7.
11. Firesuite de Doves.
12. Youth Of The Nation de P.O.D..